# Marino Dusić
| 11706 Rijeka         | 20. travnja 1998. | MPC |
| 12512 Split          | 21. travnja 1998. | MPC |
| s Koradom Korlevićem |                   |     |

Marino Dusić je hrvatski astronom.
Studirao je informatiku na Sveučilištu u Ljubljani. U suradnji s Koradom Korlevićem je 1998. otkrio dva asteroida (11706 Rijeka i 12512 Split).

## Poveznice
- Zvjezdarnica Višnjan
- 11706 Rijeka
- 12512 Split

## Vanjske poveznice
- Home page